# Babylonia japonica
Espèce
L'espèce Babylonia japonica est un mollusque appartenant à la famille des Babyloniidae.
- Répartition : Océan Indien et Océan Pacifique.
- Longueur : 7 cm.